# Abbas
Abbas (Abbas Ibn Abd Al Muttalib, ur. ok. 565, zm. ok. 653) – wódz arabski, stryj proroka Mahometa. 

## Życiorys
Początkowo walczył przeciwko bratankowi, później jednak był jednym z najgorliwszych jego stronników i ocalił życie Mahometa w bitwie pod Honain. 
Prawnuk jego Abul Abbas został kalifem i założycielem dynastii Abbasydów, którzy ze zmiennym szczęściem dzierżyli władzę do roku 1258. W tym roku z Bagdadu wyparł ich najazd Mongołów, choć w Kairze pozostali przy władzy do roku 1517.